# Hyssna
Hyssna est une localité de Suède située dans la commune de Mark du comté de Västra Götaland. Elle couvre une superficie de 1,63 km2. En 2010, elle compte 638 habitants.